# Ruf・CTR アニバーサリー
Ruf・CTR アニバーサリー（Ruf_CTR_Anniversary）は、ドイツの自動車メーカーRuf オートモービルが製造する高性能スポーツカーである。 
この車両は、Ruf・CTRが発表されてからちょうど30年後の2017年3月に、第87回ジュネーブモーターショーでデビューし、CTRに敬意を表して製造された。